# Нкомо, Джошуа
Джо́шуа Мкубуке Ньонголо Нко́мо (англ.  Joshua Mqabuko Nyongolo Nkomo, 19 июня 1917, Семокве, Матабелеленд , Южная Родезия, ныне Зимбабве — 1 июля 1999, Хараре, Республика Зимбабве) — зимбабвийский политический и государственный деятель, один из лидеров борьбы за независимость Южной Родезии и основателей Республики Зимбабве. Лидер партии Союз африканского народа Зимбабве (ЗАПУ, с 1980 года — Патриотический фронт). Министр внутренних дел Зимбабве в 1980 — 1981 годах, вице-президент Зимбабве в 1990 — 1999 годах.

## Биография
Джошуа Мкубуке Ньонголо Нкомо родился 19 июня 1917 год а, в Семокве (англ.  Semokwe Reserve ) района Матопа(англ.  Matopa), Матабелеленд (англ.  Matabeleland ) , Южная Родезия, ныне Зимбабве в семье сельского учителя и проповедника Лондонского миссионерского общества из племени каланга народности ндебеле. Его семья владела около 1000 голов скота и была достаточно состоятельна, чтобы дать Джошуа, который был одним из 8 детей в семье, приличное образование.

### Юность и карьера в профсоюзах
Нкомо получил начальное образование в католической миссионерской школе в Семокве, а затем ещё подростком был отправлен получать среднее образование в Булавайо. Несмотря на обеспеченность своих родителей, Джошуа Нкома сам зарабатывал себе на оплату обучения. Он окончил государственную промышленную школу в Тжолоджо, получив специальность плотника и водительские права. Нкомо пытался заниматься животноводством, преподавал плотницкое дело в школе Маньяма в Кези, однако решил продолжить своё образование. Работая плотником и водителем грузовика, он скопил достаточно денег, чтобы в 1941 году отправиться в Южно-Африканский Союз и поступить в колледж Адамса, методистскую среднюю школу в провинции Наталь. Окончив её Нкомо стал методистским проповедником без духовного сана. В 1945 — 1947 годах он учился в Школе социальных наук Яна Хофмейера в Йоханнесбурге.
Там же, в ЮАС Нкомо начал свою общественную и политическую деятельность, примкнув к партии Африканский национальный конгресс и став профсоюзным активистом. В это время Нкомо познакомился там с будущим лидером АНК Нельсоном Манделой.
В 1945 году, после первых забастовок, Нкомо был избран секретарем родезийского Союза африканских железнодорожных рабочих. В 1947 году он вернулся на родину в Южную Родезию и поступил на работу в Управление железных дорог в Булавайо (ведал социальными вопросами), продолжая заочное обучение в Университете Йоханнесбурга, который закончил в 1951 году, получив степень бакалавра социологии. Некоторое время находился под влиянием Движения за моральное перевооружение (англ.  Moral Re-Armament (M.R.A.)). В 1951 году Нкомо был избран генеральным секретарем Ассоциации африканских служащих родезийских железных дорог, в кратчайшие сроки превратив её в один из лучших профсоюзов Центральной Африки, в котором насчитывалось уже 22 отделения и 2.600 членов. Однако уже в следующем году он оставил профсоюзный пост, чтобы возглавить политическую партию.

### Во главе Африканского национального конгресса (1952—1957)
В начале 1952 года Джошуа Нкомо был избран председателем партии Африканский национальный конгресс. В апреле того же года премьер-министр Южной Родезии сэр Годфри Хаггинс пригласил его принять участие в проходившей в Лондоне конференции по вопросу о создании Федерации Родезии и Ньясаленда. Нкомо, бывший ещё под влиянием Движения за моральное перевооружение, принял это приглашение. Однако на конференции предложения Нкомо были отклонены, а сам он выступил против создания Федерации. Вернувшись из Лондона, Нкомо пытался организовать движение протеста против создания Федерации, а затем привел АНК к участию в выборах в федеральный парламент. Но в 1953 году избирательная система, отдававшая предпочтение белому населению колоний, не позволила АНК провести представителей в парламент, а сам Нкомо проиграл белому кандидату Майку Хову.
После этого Африканский национальный конгресс в Южной Родезии фактически прекратил свою деятельность, а Джошуа Нкомо, формально не покидая своего партийного поста, уволился из Управления железных дорог и стал менеджером по страхованию и акциям в Булавайо. В Булавайо ему удалось сохранить и единственное активно действующее отделение АНК. Нкомо продолжал выступать как умеренный политик и сторонник ненасильственных действий, что вызывало недоверие к нему радикально настроенных местных африканских деятелей.

### Возрождение АНК и изгнание (1957—1960)
В сентябре 1957 года лидеры Городской молодежной лиги Южной Родезии Джордж Ньяндоро и Джеймс Чикерема возродили АНК как действующую партию, включив в неё сохранившееся отделение в Булавайо во главе с Нкомо. Нкомо стал председателем отделения, затем был введен в Национальный исполком партии, а затем, как обладавший большим авторитетом ветеран борьбы за права африканцев, избран президентом Африканского Национального Конгресса Южной Родезии (АНК ЮР). Возрожденный АНК потребовал отмены расовых законов, ликвидации резерваций, возврата африканцам хотя бы части конфискованных белыми поселенцами земель и введения всеобщего избирательного права по принципу «один человек — один голос». Популярность партии среди африканского населения стала быстро расти. В декабре 1958 года Джошуа Нкомо выехал в Гану, где как президент АНК Южной Родезии принял участие в I Конференции народов Африки в Аккре. На обратном пути Нкомо задержался в Каире, где узнал о том, что 26 февраля 1959 года в Южной Родезии было введено чрезвычайное положение, а лидеры АНК арестованы как организаторы волнений и кампании неповиновения властям. Нкомо не стал возвращаться на родину, так как ему тоже угрожал арест, а 15 мая 1959 года парламент Южной Родезии принял Акт о незаконных организациях и АНК был официально запрещен. Нкомо отправился в Лондон, где в изгнании провел два года.

### Во главе Национально-демократической партии (1960—1961)
Нкомо организовал в Лондоне отделение АНК и совершал поездки по миру, пытаясь привлечь внимание к ситуации в Южной Родезии. В январе 1960 года на его родине активисты распущенного АНК создали и официально зарегистрировали Национально-демократическую партию Южной Родезии (англ.  Southern Rhodesia National Democratic Party (NDP)). Нкомо стал главой представительства НДП в Лондоне и руководителем её международного отдела. В октябре того же года он был избран председателем НДП и вернулся в Южную Родезию. Правительство колонии отдало приказ о его аресте. Нкомо выразил протест против арестов лидеров НДП и публично позвонил бывшему премьер-министру колонии Гарфилду Тодду, сообщив свои требования для передачи их правительству Великобритании. Нкомо потребовал приостановить действие конституции Южной Родезии и установить демократические порядки.
В декабре 1960 года Нкомо как лидер НДП был приглашен в Лондон на Федеральную конференцию по пересмотру конституции Федерации Родезии и Ньясаленда. Он выступил за немедленный роспуск Федерации, предоставление африканцам политических прав и создание в законодательных органах африканского большинства. Он заявил, что Южной Родезии нужна такая конституция, «которая дала бы большинству населения страны, то есть чёрным африканцам, возможность избрать истинно представительное правительство». В феврале 1961 года Нкомо принял участие в проходившей в Солсбери Конституционной конференции Южной Родезии и первоначально поддержал проект конституции, который предполагал предоставление африканцам 15 из 65 мест в Законодательном совете колонии. Однако партия не одобрила такого его решения. Нкомо вылетел в Лондон и 17 февраля заявил, что Национально-демократическая партия отказывается от любого конституционного соглашения. Он особо уточнил, что, как лидер, выражает интересы своих последователей, а ни один нормальный лидер не может игнорировать мнение своих сторонников.
НДП организовала бойкот конституционного референдума 26 июля 1961 года и приурочила к нему всеобщую забастовку, а до этого, 23 июля организовала неофициальный референдум, в котором участвовали 372 000 африканцев. Но в декабре королева Великобритании Елизавета II все же ввела в действие конституцию Южной Родезии. НДП организовала женскую демонстрацию протеста в Солсбери, однако она была жестоко подавлена властями, а 840 африканок были арестованы. 6 декабря 1961 года Национально-демократическая партия была запрещена.

### Создание ЗАПУ и его запрет (1961—1963)
Почти сразу же после роспуска НДП, 17 декабря 1961 года, продолжая оставаться на свободе, Джошуа Нкомо основал партию Союз африканского народа Зимбабве — ЗАПУ. В мае 1962 года на митинге в Гвело он изложил основные цели новой партии — отмена конституции Южной Родезии 1961 года, введение всеобщего избирательного права, создание правительства африканского большинства, национализация крупных промышленных предприятий и перераспределение земель. Нкомо уточнил — «Никому не будет позволено владеть огромными площадями и крупными фермами. Будет разрешено иметь лишь столько земли, сколько нужно для удовлетворения своих нужд, а эти нужды будут определяться правительством». Европейские колонисты, которые пожелают остаться в Зимбабве, получат разрешение заниматься своим бизнесом при условии уважения африканцев и их законов.
В июне 1962 года Нкомо выехал в Нью-Йорк где выступил на XVI сессии Генеральной Ассамблеи ООН. Сессия подтвердила право населения Южной Родезии на самоопределение и предложила правительству Великобритании отменить южнородезийскую конституцию 1961 года. Британское правительство отклонило это предложение.

В ответ на это в июле Нкомо заявил — 
Я предупреждаю Англию, что, если она не будет действовать, мы откажемся от характера и форм той политики, которую мы проводим в настоящее время в нашей стране. Если Англия не будет действовать, мы сами освободим себя.
 В сентябре ЗАПУ призвал к бойкоту выборов, но власти арестовали 1500 активистов Союза и 20 сентября 1962 года запретили его. Нкомо, вернувшийся из поездки в Танганьику и Кению, был арестован в аэропорту Солсбери и сослан в отдаленный район на границе с Бечуаналендом. Он успел заявить, что ЗАПУ не уничтожена и будет бороться до победы.
В январе 1963 года правительство Уильяма Джозефа Филда, сформированное партией Родезийский фронт, вернуло Нкомо из ссылки. Но уже в феврале он вновь был арестован по обвинению в организации незаконных демонстраций и приговорен к трем месяцам тюремного заключения. Вскоре он был освобожден на поруки и выехал в Нью-Йорк, где выступил в Комитете 24 государств по претворению в жизнь Декларации по предоставлению независимости колониальным странам и народам. Там Нкомо заявил, что Великобритания, в случае, если она не отменит конституцию Южной Родезии, должна быть готова взять на себя ответственность за последствия — «Если произойдет кровопролитие, в этом будет виновна только Англия». В апреле Нкомо выразил протест против планов создания независимой Родезии при правлении белого меньшинства.

Джошуа Нкомо отказался создавать новую партию взамен запрещенного ЗАПУ и выступал с требованиями созыва конституционной конференции. Он завил: 
Если это не будет сделано, если белые будут и впредь занимать нынешнюю нереалистическую позицию, в стране возникнет такое положение, когда у нас будет два правительства, действующих параллельно. Одним из них будет белое правительство меньшинства, а другим – правительство народа.

### Раскол ЗАПУ и годы в тюрьме (1963—1974)
Однако 8 августа 1963 года священник Нбаданинге Ситоле, адвокат Герберт Читепо, Роберт Мугабе и другие радикальные деятели ЗАПУ, недовольные слишком мягкой, по их мнению, политикой Нкомо, вышли из партии и организовали Африканский национальный союз Зимбабве — ЗАНУ. ЗАПУ оказался расколотым не только по политическому, но и по этническому принципу — в ЗАНУ ушли представители народности шона, ЗАПУ теперь поддерживали в основном представители народности ндебеле.
16 апреля 1964 года южнородезийские власти арестовали Джошуа Нкомо, поместили его под домашний арест, а затем отправили в тюрьму. Однако это не привело к ликвидации ЗАПУ, который продолжил борьбу с режимом Яна Смита, провозгласившего в 1965 году независимость Родезии. 12 ноября 1964 года суд высокой инстанции Южной Родезии признал арест Нкомо и других африканских лидеров незаконным. 16 ноября они были освобождены из тюрьмы и вывезены в резервации.
В октябре 1965 года с Нкомо встретился прибывший в Южную Родезию для разрешения кризиса премьер-министр Великобритании Гарольд Вильсон, но эта встреча ничего не изменила.
Каждая из организаций создала свои вооруженные силы для борьбы с правительством Родезийского фронта. ЗАПУ поддержала Народно-революционная армия Зимбабве (ЗИПРА), созданная ещё в 1960 году Джейсоном Мойо, ЗАНУ при поддержке КНР сформировала Армию африканского национального освобождения Зимбабве (ЗАНЛА). Когда в конце 1960 годов в Родезии началась партизанская война против правительства Родезии, вооруженные силы ЗАПУ (ЗИПРА), базировавшиеся в Замбии, значительно уступали своим конкурентам из ЗАНЛА — Нкомо продолжал надеяться на возможность мирного решения родезийской проблемы. В 1971 году ЗАПУ провозгласила социализм единственным средством развития национальной экономики Зимбабве,

### Вооруженная борьба и переговоры (1974—1979)
В декабре 1974 года Джошуа Нкомо под давлением президента ЮАР Б. Й. Форстера был освобожден из тюрьмы вместе с другими африканскими лидерами Южной Родезии для участия в Конституционной конференции, которую Ян Смит открыл 12 декабря. Конференция не дала результата, но Нкомо воспользовавшись свободой, уехал в Замбию, откуда при поддержке СССР продолжил борьбу за ликвидацию Южной Родезии и создание Зимбабве. Он объединил ЗАПУ с родезийским Африканским Национальным Конгрессом и занял посты заместителя генерального секретаря и члена исполкома АНК.
В 1976 году Нкомо участвовал в конституционных переговорах с Яном Смитом, а затем принял предложение принять участие в Конференции по урегулированию в Родезии, проходившей 28 октября — 12 декабря 1976 года в Женеве и возглавил на ней делегацию АНК. На конференции Нкомо и Мугабе, не придя к соглашению с Яном Смитом, нашли общий язык между собой, и пришли к решению объединить силы. Нкомо отделил ЗАПУ от АНК, и вместе с ЗАНУ Мугабе она образовала Патриотический фронт Зимбабве.
Политическое объединение способствовало расширению партизанских действий на территории Южной Родезии. Наиболее известными из акций, проведенных сторонниками Нкомо, стали сбитые 3 сентября 1978 года и 12 февраля 1979 года гражданские самолеты. Это привело гибели большого числа людей, в том числе детей и женщин. Только в 1984 году, в своих мемуарах «История моей жизни» Джошуа Нкомо выразил сожаление по поводу их гибели.
Как лидер ЗАПУ и Патриотического фронта Нкомо принял участие в Конференции по урегулированию, проходившей с 10 сентября по 15 декабря 1979 года в Ланкастер-хаусе (Лондон) и стал одним из тех, кто подписал 21 декабря итоговый документ, открывший дорогу к независимости Зимбабве.

## Сложный путь в независимом Зимбабве

### Министерские посты
Как ветеран борьбы за свободу Джошуа Нкомо мог рассчитывать на ведущую роль в освобожденном Зимбабве, однако, к удивлению наблюдателей, на выборах 27 — 29 февраля 1980 года ЗАПУ получила всего 20 мест против 57 мест (из 80) доставшихся ЗАНУ Мугабе: Нкомо поддерживали ндебеле, составлявшие около трети населения страны, Мугабе — шона, которые составляли более половины населения. Сам Нкомо был избран депутатом Палаты собрания Зимбабве. 11 марта Нкомо занял второстепенный пост министра внутренних дел Республики Зимбабве, независимость которой была официально провозглашена 18 апреля 1980 года. В том же 1980 году Нкомо переименовал ЗАПУ в партию Патриотический фронт.
Однако напряженность в отношениях между лидерами и их партиями нарастала и уже через год, 12 февраля 1981 года, переросла в вооруженные столкновения. Силы Мугабе обладали абсолютным превосходством и 16 февраля Нкомо призвал своих сторонников сложить оружие. Однако вооруженный конфликт закончился лишь тем, что Нкомо был переведен на пост министра без портфеля.

### Конфликт ндебеле и шона
6 февраля 1982 года силы безопасности Зимбабве обнаружили тайники оружия на двух фермах близ Булавайо и Гверу, а 14 февраля Роберт Мугабе, выступая в Марондере обвинил Нкомо в организации заговора и сравнил его с коброй, заползшей в дом. 17 февраля на пресс-конференции Мугабе объявил об исключении из состава правительства Джошуа Нкомо, а также министров Д.Чинамано, Дж. Мсика и Дж. Нтута.
Нкомо сохранил только партийные посты лидера ЗАПУ, члена Национального исполнительного совета ПФ-ЗАПУ и исполнительного секретаря ПФ-ЗАПУ по вопросам здравоохранения.
В течение года, пока президент Зимбабве Канаан Банана и министр Энос Нкала вели переговоры с Нкомо, по стране шла охота за вооруженными сторонниками ЗАПУ — представителями ндебеле. К февралю 1983 года около 300 из них были схвачены бойцами обученной инструкторами из КНДР 5 бригады и расстреляны. Против оказывавших вооруженное сопротивление ндебеле развернулась операция, получившая на языке шона название Гукурахунди.
В январе 1983 года Мугабе встретился с Нкомо в правительственной резиденции в Булавайо, где они договорились сформировать Комитет 6-и: по 3 представителя от ПФ-ЗАПУ и ЗАНУ. Но 25 января Нкомо получил информацию о расстрелах своих сторонников и 27 января, взяв с собой 12 спасшихся, направился в Хараре, надеясь уговорить Мугабе положить конец террору. Но Мугабе в столице не оказалось и поездка не дала результатов. 19 февраля, когда Нкомо намеревался вылететь в Прагу на сессию Всемирного Совета мира, он вместе с сопровождающими был арестован и отпущен только через 7 часов. Он вернулся в Булавайо, где местная полиция предъявила ему ряд обвинений и 27 февраля поставила под усиленный надзор.
2 марта 1983 года 5-я бригада и силы безопасности заняли позиции в западных предместьях Булавайо и 5 марта совершили налет на укрепленную виллу Нкомо. Погибли три человека, но Нкомо не пострадал. Не дожидаясь второго штурма Джошуа Нкомо 8 марта тайно бежал из страны и обосновался в Лондоне. Власти Зимбабве утверждали, что Нкомо перешёл границу в женском платье, однако тот всячески это отрицал.
7 июня он направил Мугабе из Лондона письмо, в котором излагал своё видение ситуации в стране и минувших событий, а также выражал протест против террора, развязанного 5-й бригадой против представителей ндебеле.
Роберт Мугабе не стал рисковать единством страны и они с Нкомо опять договорились — 15 августа 1983 года тот вернулся в страну.
В 1984 году Нкомо оставил пост исполнительного секретаря ПФ -ЗАПУ по вопросам здравоохранения.

### Вице-президент. Болезнь и смерть
Джошуа Нкомо поддержал идею Мугабе о введении в стране однопартийной системы и 22 декабря 1987 года подписал с ним Соглашение об объединении ЗАПУ и ЗАНУ, где ему гарантировалось участие в руководстве объединённой партии. В январе 1988 года Роберт Мугабе, ставший полновластным президентом Зимбабве, назначил его старшим министром при канцелярии президента от бывшей ЗАПУ-ПФ — одним из двух (вместе с Симоном Музендой) фактических вице-президентов страны. 18 апреля 1988 года Мугабе объявил амнистию бывшим сторонникам ЗАПУ-ПФ, а Нкомо призвал их сложить оружие. Операция «Гукурахунди» была завершена.
В декабре 1989 года Нкомо официально занял посты вице-президента и второго секретаря африканского национального союза Зимбабве — Патриотического фронта (ЗАНУ-ПФ).
В марте 1990 года, после принятия новой Конституции и переизбрания Роберта Мугабе президентом, Джошуа Нкомо занял пост одного из двух вице-президентов Зимбабве.
В апреле 1990 года, после завершения процесса объединения партий, Нкомо сложил полномочия президента Патриотического фронта — ЗАПУ.
C 1994 года Джошуа Нкомо периодически проходил курсы лечения от рака в ЮАР, а в 1996 году объявил о своем намерении подать в отставку в связи с состоянием здоровья.
Весь 1998 год он провел в госпитале. Здоровье Нкомо непрерывно ухудшалось, и в стране росли опасения, что с его уходом разгорится новый конфликт между шона и ндебеле. Незадолго до смерти Нкомо, остававшийся долгие годы формально членом протестантской церкви, принял католичество.
Джошуа Нкомо скончался утром 1 июля 1999 года в госпитале Париренъятва (англ.  Parirenyatwa) в Хараре от рака простаты в возрасте 82 лет. Роберт Мугабе лично объявил по национальному радио о его смерти, приказал отдать ему высшие почести и назвал его великим человеком, товарищем и соотечественником.

Бывший президент ЮАР Нельсон Мандела, только что оставивший свой пост, также откликнулся на смерть своего старого товарища. Он заявил — «Он был одним из тех борцов за свободу, которые отстаивали справедливость даже в самое трудное для нашей борьбы время»
Тело Джошуа Нкомо было отправлено для прощальной церемонии в Булавайо, затем возвращено в Хараре, где 4 июля в католическом соборе прошла заупокойная месса в присутствии Мугабе. 5 июля тело Джошуа Нкомо было торжественно захоронено в Акре Героев борьбы за независимость. Нкомо был объявлен национальным героем и Отцом независимости.

## Частная жизнь и общественная деятельность
1 октября 1949 года Джошуа Нкомо женился на Джоанне МаФуйане (Johanna MaFuyana). У них было четверо детей.
Нкомо, в юности работавший плотником, в свободное время увлекался работой по дереву.
Нкомо долгие годы был активистом движения за мир и избирался членом Президиума Всемирного Совета мира.

## Память
27 июня 2000 года Почтовая и телекоммуникационная корпорация Зимбабве выпустила почтовые марки с изображением Джошуа Нкомо номиналом в 2, 9,10, 12 и 16 зимбабвийских долларов (автор — Цедрик Д. Герберт (Cedric D. Herbert).

## Сочинения
- Nkomo: The Story of My Life, Joshua Nkomo, Nicholas Harman (Author); 1984; ISBN 978-0-413-54500-8, Autobiography

## Видео
- Видеозапись интервью Джошуа Нкомо в изгнании